# 8888 Tartaglia
8888 Tartaglia è un asteroide della fascia principale. Scoperto nel 1994, presenta un'orbita caratterizzata da un semiasse maggiore pari a 2,7082152 au e da un'eccentricità di 0,0935765, inclinata di 14,10478° rispetto all'eclittica.
L'asteroide è dedicato al matematico italiano Niccolò Tartaglia.